# اتان اسلاتر
اتان ساموئل اسلاتر (به انگلیسی: Ethan Samuel Slater؛ زادهٔ ۲ ژوئن ۱۹۹۲) بازیگر، خواننده، نویسنده و آهنگ‌ساز اهل آمریکا است. او به خاطر بازی در نقش باب‌اسفنجی در موزیکال باب‌اسفنجی شلوارمکعبی شناخته شده‌است، که برای آن نامزد دریافت جایزه تونی برای بهترین بازیگری در موزیکال شد.